# Toni Spiess
Toni Spiess, född 8 april 1930 i Sankt Anton am Arlberg, död 20 mars 1993, var en österrikisk alpin skidåkare.
Spiess blev olympisk bronsmedaljör i storslalom vid vinterspelen 1952 i Oslo.